# Metisse

Ilustracja stosu graficznego interfejsu użytkownika

Metisse – 2.5D menadżer okien oparty na X Window System. Pierwsza publiczna wersja została udostępniona w czerwcu 2004 roku. Posiada dziewięć wirtualnych pulpitów tworzących jeden wielki obszar roboczy oraz przydatną funkcję kopiowania danych z różnych okien. Aktualnie Metisse zostało dołączone do znanej dystrybucji Linuksa – Mandriva One 2007.